# Герб Павлового
Герб Павлового — один з офіційних символів села  Павлово, підпорядкованого Плосківській сільській раді Свалявського району Закарпатської області.
Затверджений 30 червня 2008 року рішенням сесії сільської ради.
Автор проекту герба — Андрій Гречило.

## Опис
У  золотому полі зелене вістря, на якому золота колотниця для збивання масла, обабіч вістря — по червоній воловій голові. 
Щит вписаний у еклектичний картуш, увінчаний золотою сільською короною з колосків.

## Зміст
На печатці сільської громади в XIX ст. фігурувало зображення жінки, яка збиває масло. Оскільки подібний мотив не зовсім вдалий для герба, тому було запропоновано зберегти символ села за змістом, дещо спростивши (використати основний елемент зі старої печатки — колотницю для збивання масла) та доповнивши зображенням двох волових голів, і зробити його геральдичну реконструкцію відповідно до сучасних норм. Колотниця відображає одне з давніх занять місцевих мешканців, а дві волові голови розкривають легенду про виникнення села та його назву (Павлові воли).
Золота сільська корона з колосків означає населений пункт зі статусом села.